# Coppa del Mondo di biathlon 1990
La Coppa del Mondo di biathlon 1990 fu la tredicesima edizione della manifestazione organizzata dall'Unione Internazionale del Pentathlon Moderno e Biathlon; ebbe inizio a Obertauern, in Austria, e si concluse a Kontiolahti, in Finlandia. Nel corso della stagione si tennero a Minsk, Oslo e Kontiolahti i Campionati mondiali di biathlon 1990, validi anche ai fini della Coppa del Mondo, il cui calendario non contemplò dunque interruzioni
In campo maschile furono disputate 12 gare individuali in 7 diverse località; il sovietico Sergej Čepikov si aggiudicò la coppa di cristallo, il trofeo assegnato al vincitore della classifica generale. Non vennero stilate classifiche di specialità; Eirik Kvalfoss era il detentore uscente della Coppa generale.
In campo femminile furono disputate 12 gare individuali in 6 diverse località; la cecoslovacca Jiřina Pelcová si aggiudicò la coppa di cristallo. Non vennero stilate classifiche di specialità; Elena Golovina era la detentrice uscente della Coppa generale.

## Uomini

### Risultati
| Data                                 | Località          | Nazione          | Spec. | Primo              | Secondo           | Terzo             |
| ------------------------------------ | ----------------- | ---------------- | ----- | ------------------ | ----------------- | ----------------- |
| 14 dicembre 1989                     | Obertauern        | Austria          | IN    | André Sehmisch     | Valerij Medvedcev | Sergej Bulygin    |
| 16 dicembre 1989                     | Obertauern        | Austria          | SP    | Birk Anders        | Sergej Tarasov    | Eirik Kvalfoss    |
| 19 gennaio 1990                      | Anterselva        | Italia           | SP    | Jurij Kaškarov     | Sergej Čepikov    | Eirik Kvalfoss    |
| 20 gennaio 1990                      | Anterselva        | Italia           | IN    | Anders Mannelquist | Andreas Zingerle  | Eirik Kvalfoss    |
| 25 gennaio 1990                      | Ruhpolding        | Germania Ovest   | SP    | Jurij Kaškarov     | Birk Anders       | Valerij Medvedcev |
| 27 gennaio 1990                      | Ruhpolding        | Germania Ovest   | IN    | Sergej Čepikov     | Frank Luck        | Thierry Gerbier   |
| 1º febbraio 1990                     | Walchsee          | Austria          | IN    | Birk Anders        | Frode Løberg      | Eirik Kvalfoss    |
| 3 febbraio 1990                      | Walchsee          | Austria          | SP    | Jurij Kaškarov     | Frank Luck        | Mark Kirchner     |
| Campionati mondiali di biathlon 1990 |                   |                  |       |                    |                   |                   |
| 20 febbraio 1990                     | Minsk             | Unione Sovietica | IN    | Valerij Medvedcev  | Sergej Čepikov    | Anatolij Ždanovič |
| 10 marzo 1990                        | Oslo Holmenkollen | Norvegia         | SP    | Mark Kirchner      | Eirik Kvalfoss    | Sergej Čepikov    |
| 15 marzo 1990                        | Kontiolahti       | Finlandia        | IN    | Eirik Kvalfoss     | Sergej Čepikov    | André Sehmisch    |
| 17 marzo 1990                        | Kontiolahti       | Finlandia        | SP    | Andreas Zingerle   | Franz Schuler     | André Sehmisch    |

Legenda:

IN = individuale

SP = sprint

### Classifiche

#### Generale
| Pos. | Nome              | Nazione          | Punti |
| ---- | ----------------- | ---------------- | ----- |
| 1    | Sergej Čepikov    | Unione Sovietica | 196   |
| 2    | Eirik Kvalfoss    | Norvegia         | 192   |
| 3    | Valerij Medvedcev | Unione Sovietica | 161   |
| 4    | Frank Luck        | Germania Est     | 160   |
| 5    | Andreas Zingerle  | Italia           | 159   |

#### Individuale
| Pos. | Nome              | Nazione          | Punti |
| ---- | ----------------- | ---------------- | ----- |
| 1    | Sergej Čepikov    | Unione Sovietica | 103   |
| 2    | Eirik Kvalfoss    | Norvegia         | 98    |
| 3    | André Sehmisch    | Germania Est     | 89    |
| 4    | Andreas Zingerle  | Italia           | 87    |
| 5    | Valerij Medvedcev | Unione Sovietica | 85    |

#### Sprint
| Pos. | Nome           | Nazione          | Punti |
| ---- | -------------- | ---------------- | ----- |
| 1    | Jurij Kaškarov | Unione Sovietica | 105   |
| 2    | Birk Anders    | Germania Est     | 94    |
| 2    | Eirik Kvalfoss | Norvegia         | 94    |
| 4    | Sergej Čepikov | Unione Sovietica | 93    |
| 5    | Frank Luck     | Germania Est     | 80    |

#### Nazioni
| Pos. | Nazione          | Punti |
| ---- | ---------------- | ----- |
| 1    | Unione Sovietica | 5591  |
| 2    | Germania Est     | 5577  |
| 3    | Italia           | 5498  |
| 4    | Norvegia         | 5333  |
| 5    | Francia          | 5278  |

## Donne

### Risultati
| Data             | Località          | Nazione        | Spec. | Primo               | Secondo             | Terzo               |
| ---------------- | ----------------- | -------------- | ----- | ------------------- | ------------------- | ------------------- |
| 14 dicembre 1989 | Obertauern        | Austria        | IN    | Elena Golovina      | Elena Bacevič       | Luiza Noskova       |
| 16 dicembre 1989 | Obertauern        | Austria        | SP    | Jiřina Adamičková   | Svetlana Pečërskaja | Svetlana Panyutina  |
| 19 gennaio 1990  | Anterselva        | Italia         | SP    | Jiřina Adamičková   | Svetlana Panyutina  | Selja Hyytiäinen    |
| 20 gennaio 1990  | Anterselva        | Italia         | IN    | Cvetana Krašteva    | Anne Elvebakk       | Inger Björkbom      |
| 25 gennaio 1990  | Ruhpolding        | Germania Ovest | IN    | Elena Golovina      | Svetlana Pečërskaja | Svetlana Paramygina |
| 27 gennaio 1990  | Ruhpolding        | Germania Ovest | SP    | Jiřina Adamičková   | Anne Elvebakk       | Marija Manolova     |
| 1º febbraio 1990 | Walchsee          | Austria        | IN    | Iva Shkodreva       | Myriam Bédard       | Inga Kesper         |
| 3 febbraio 1990  | Walchsee          | Austria        | SP    | Jiřina Adamičková   | Anna Sonnerup       | Dorina PIeper       |
| 6 marzo 1990     | Oslo Holmenkollen | Norvegia       | IN    | Svetlana Pečërskaja | Elena Golovina      | Petra Schaaf        |
| 10 marzo 1990    | Oslo Holmenkollen | Norvegia       | SP    | Anne Elvebakk       | Svetlana Pečërskaja | Elin Kristiansen    |
| 15 marzo 1990    | Kontiolahti       | Finlandia      | IN    | Jiřina Adamičková   | Elena Belova        | Dorina Pieper       |
| 17 marzo 1990    | Kontiolahti       | Finlandia      | SP    | Anne Elvebakk       | Cvetana Krašteva    | Elena Belova        |

Legenda:

IN = individuale

SP = sprint

### Classifiche

#### Generale
| Pos. | Nome                | Nazione          | Punti |
| ---- | ------------------- | ---------------- | ----- |
| 1    | Jiřina Adamičková   | Cecoslovacchia   | 213   |
| 2    | Anne Elvebakk       | Norvegia         | 183   |
| 3    | Elena Golovina      | Unione Sovietica | 181   |
| 4    | Cvetana Krašteva    | Bulgaria         | 159   |
| 5    | Svetlana Pečërskaja | Unione Sovietica | 154   |

#### Individuale
| Pos. | Nome              | Nazione          | Punti |
| ---- | ----------------- | ---------------- | ----- |
| 1    | Elena Golovina    | Unione Sovietica | 103   |
| 2    | Jiřina Adamičková | Cecoslovacchia   | 93    |
| 3    | Elena Bacevič     | Unione Sovietica | 86    |
| 4    | Cvetana Krašteva  | Bulgaria         | 81    |
| 5    | Anne Elvebakk     | Norvegia         | 80    |

#### Sprint
| Pos. | Nome                | Nazione          | Punti |
| ---- | ------------------- | ---------------- | ----- |
| 1    | Jiřina Adamičková   | Cecoslovacchia   | 120   |
| 2    | Anne Elvebakk       | Norvegia         | 103   |
| 3    | Svetlana Pečërskaja | Unione Sovietica | 84    |
| 3    | Svetlana Panyutina  | Unione Sovietica | 84    |
| 5    | Elena Golovina      | Unione Sovietica | 78    |

#### Nazioni
| Pos. | Nazione          | Punti |
| ---- | ---------------- | ----- |
| 1    | Unione Sovietica | 5476  |
| 2    | Finlandia        | 5465  |
| 3    | Germania Ovest   | 5244  |
| 4    | Bulgaria         | 5221  |
| 5    | Norvegia         | 5201  |

## A squadre uomini
| Data                                 | Località          | Nazione        | Spec. | Primo                                                                           | Secondo                                                                         | Terzo                                                                              |
| ------------------------------------ | ----------------- | -------------- | ----- | ------------------------------------------------------------------------------- | ------------------------------------------------------------------------------- | ---------------------------------------------------------------------------------- |
| 17 dicembre 1989                     | Obertauern        | Austria        | RL    | Germania Est Frank Luck André Sehmisch Mark Kirchner Birk Anders                | Unione Sovietica Sergej Bulygin Sergej Tarasov Valerij Medvedcev Sergej Čepikov | Italia Pieralberto Carrara Wilfried Pallhuber Johann Passler Andreas Zingerle      |
| 21 gennaio 1990                      | Anterselva        | Italia         | RL    | Francia Gilles Marguet Thierry Gerbier Christian Dumont Hervé Flandin           | Norvegia Geir Einang Dag Bjørndalen Gisle Fenne Eirik Kvalfoss                  | Unione Sovietica Anatolij Ždanovič Jurij Kaškarov Valerij Medvedcev Sergej Čepikov |
| 28 gennaio 1990                      | Ruhpolding        | Germania Ovest | RL    | Unione Sovietica Valerij Noskov Jurij Kaškarov Valerij Medvedcev Sergej Čepikov | Norvegia Geir Einang Frode Løberg Gisle Fenne Eirik Kvalfoss                    | Germania Est Frank Luck André Sehmisch Raik Dittrich Birk Anders                   |
| 4 febbraio 1990                      | Walchsee          | Austria        | RL    | Germania Est Frank Luck André Sehmisch Mark Kirchner Birk Anders                | Unione Sovietica Valerij Noskov Sergej Loškin Gennadij Karpinkin Sergej Bulygin | Cecoslovacchia Tomáš Kos Jiři Holubec Petr Garabík Jan Matouš                      |
| Campionati mondiali di biathlon 1990 |                   |                |       |                                                                                 |                                                                                 |                                                                                    |
| 8 marzo 1990                         | Oslo Holmenkollen | Norvegia       | T     | Germania Est Raik Dittrich Mark Kirchner Birk Anders Frank Luck                 | Cecoslovacchia Tomáš Kos Ivan Masařík Jiři Holubec Jan Matouš                   | Francia Christian Dumont Stéphane Bouthiaux Hervé Flandin Thierry Gerbier          |
| 18 marzo 1990                        | Kontiolahti       | Finlandia      | RL    | Italia Pieralberto Carrara Wilfried Pallhuber Johann Passler Andreas Zingerle   | Francia Christian Dumont Xavier Blond Hervé Flandin Thierry Gerbier             | Germania Est Frank Luck André Sehmisch Mark Kirchner Birk Anders                   |

Legenda:

RL = staffetta 4x7,5 km

T = gara a squadre 20 km

## A squadre donne
| Data                                 | Località          | Nazione        | Spec. | Primo                                                                                  | Secondo                                                                 | Terzo                                                                               |
| ------------------------------------ | ----------------- | -------------- | ----- | -------------------------------------------------------------------------------------- | ----------------------------------------------------------------------- | ----------------------------------------------------------------------------------- |
| 17 dicembre 1989                     | Obertillach       | Austria        | RL    | Unione Sovietica Elena Bacevič Svetlana Pečërskaja Elena Golovina                      | Bulgaria Cvetana Krašteva Marija Manolova Iva Škodreva                  | Germania Ovest Dorina Pieper Inga Kesper Petra Schaaf                               |
| 21 gennaio 1990                      | Anterselva        | Italia         | RL    | Finlandia Tujia Vuoksiala Pirjo Mattila Seija Hyytiäinen                               | Norvegia Synnøve Thoresen Asle Idland Anne Elvebakk                     | Bulgaria Cvetana Krašteva Marija Manolova Iva Škodreva                              |
| 28 gennaio 1990                      | Ruhpolding        | Germania Ovest | RL    | Unione Sovietica Svetlana Panyutina Elena Golovina Svetlana Pečërskaja                 | Bulgaria Cvetana Krašteva Iva Škodreva Marija Manolova                  | Finlandia Tujia Vuoksiala Pirjo Mattila Seija Hyytiäinen                            |
| 4 febbraio 1990                      | Walchsee          | Austria        | RL    | Unione Sovietica Svetlana Pečërskaja Elena Golovina Svetlana Paramygina                | Germania Ovest Inga Kesper Dorina Pieper Petra Schaaf                   | Bulgaria Marija Manolova Iva Škodreva Nadeža Aleksieva                              |
| Campionati mondiali di biathlon 1990 |                   |                |       |                                                                                        |                                                                         |                                                                                     |
| 8 marzo 1990                         | Oslo Holmenkollen | Norvegia       | T     | Unione Sovietica Elena Bacevič Elena Golovina Svjatlana Paramyhina Svetlana Pečërskaja | Germania Ovest Irene Schroll Daniela Hörburger Inga Kesper Petra Schaaf | Bulgaria Nadežda Aleksieva Iva Škodreva Marija Manolova Cvetana Krăsteva            |
| 11 marzo 1990                        | Oslo Holmenkollen | Norvegia       | RL    | Unione Sovietica Elena Bacevič Elena Golovina Svetlana Pečërskaja                      | Norvegia Grete Ingeborg Nykkelmo Anne Elvebakk Elin Kristiansen         | Finlandia Tuija Vuoksiala Seija Hyytiäinen Pirjo Mattila                            |
| 18 marzo 1990                        | Kontiolahti       | Finlandia      | T     | Germania Ovest Irene Schroll Inga Kesper Dorina Pieper Petra Schaaf                    | Finlandia Tuija Vuoksiala Tujia Sikiö Seija Hyytiäinen Pirjo Mattila    | Unione Sovietica Elena Belova Elena Golovina Svetlana Panjutina Svetlana Pečërskaja |

Legenda:

RL = staffetta 3x6 km

T = gara a squadre 15 km